# Клуб Чусей (Японська імперія)
Клуб Чусей (яп. 中正倶楽部, «Чусей Курабу») японська політична партія яка лобіювала інтереси японського бізнесу в політичній системі Японської імперії.

## Історія
Японська політична партія «Чусей Курабу» була створена групою з 42 депутатів парламенту Японської імперії у травні 1924 року після травневих виборів в країні; З них 28 людей стали депутатами вперше, а решта 14 були переобраними депутатами, включно з тими, хто був членом (належав) до політичної партії «Клубу Кошина».
У травні 1925 року «Чусей Курабу» вів переговори про злиття з іншими японськими політичними партіями як з «Асоціація друзів конституційного правління» і «Реформістський клуб». Хоча злиття політичних партій не відбулося, «Чусей Курабу» було вирішено розпустити, коли двадцять його депутатів об'єдналися з «Реформістським клубом», щоб сформувати нову політичну партію «Shinsei Club», також одинадцять депутатів приєдналися до політичної партії Асоціація друзів конституційного правління, а решта депутатів «Чусей Курабу» стали незалежними.